# Трансформатор напряжения

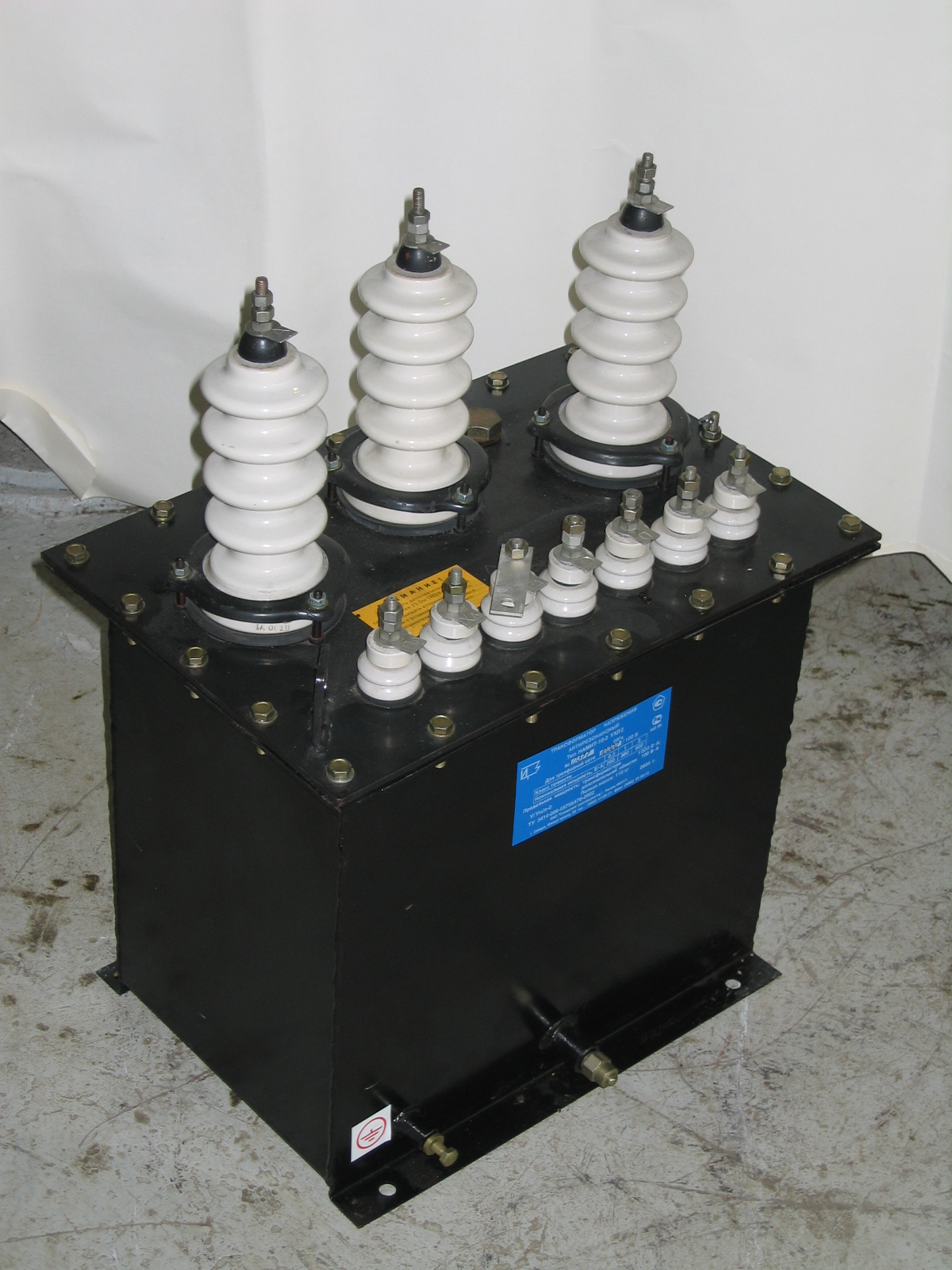
Антирезонансный трансформатор напряжения типа НАМИТ

Трансформа́тор напряже́ния (ТН) — понижающий измерительный трансформатор, предназначенный для безопасного измерения напряжения более 1 кВ. Первичная обмотка трансформатора напряжения включается параллельно нагрузке, в то же время как у трансформатора тока - последовательно ей. Первичная обмотка ТН рассчитана на номинальное напряжение электроустановки, а напряжение вторичных обмоток стандартизировано, обычно 100В. Соответственно, обмотка подключаемого вольтметра рассчитана также на 100В, однако на шкале прибора указывается не вторичное, а первичное напряжение. Так, например, если измеряемое напряжение равно 10 000В, то выбирается измерительный трансформатор, у которого коэффициент трансформации равен 100. Это позволяет обходиться без дополнительных вычислений.
Трансформаторы напряжения могут применяться и в установках низкого напряжения (до 1000В),  для гальванической развязки измерительного прибора от силовой сети.

## Принцип действия
Измерительный трансформатор напряжения по устройству и принципу действия мало отличается от силового понижающего трансформатора. Разница лишь в том, что ТН рассчитываются на весьма малую мощность: нормальным режимом работы измерительного трансформатора напряжения является режим холостого хода.
ТН состоит из стального сердечника, набранного из пластин листовой электротехнической стали, первичной обмотки и одной или двух вторичных обмоток. В результате изготовления должен быть достигнут необходимый класс точности: по амплитуде и углу. Трехфазные трансформаторы напряжения с выведенными нулевыми выводами выполняются на пятистержневом магнитопроводе, чтобы при коротком замыкании на стороне высокого напряжения суммарный магнитный поток замыкался по стали сердечника (при замыкании по воздуху возникает большой ток, приводящий к перегреву трансформатора). Трёхфазные трансформаторы с трёхстержневым магнитопроводом исходя из вышеуказанных причин не имеют внешних нулевых выводов и не применяются для регистрации «замыканий на землю».
Чем меньше нагружена вторичная обмотка трансформатора напряжения (другими словами, чем больше сопротивление в цепи вторичной обмотки), тем фактический коэффициент трансформации Кт ближе к номинальному значению. Это особенно важно при подключении ко вторичной цепи измерительных приборов, так как коэффициент трансформации влияет на точность измерений. В зависимости от нагрузки один и тот же трансформатор напряжения может работать в разных классах точности: 0,5; 1; 3.

## Виды трансформаторов напряжения
- Заземляемый трансформатор напряжения — однофазный трансформатор напряжения, один конец первичной обмотки которого должен быть наглухо заземлён, или трёхфазный трансформатор напряжения, нейтраль первичной обмотки которого должна быть наглухо заземлена (трансформатор с ослабленной изоляцией одного из выводов — однофазный ТН типа ЗНОМ или трёхфазные ТН типа НТМИ и НАМИ).
- Незаземляемый трансформатор напряжения — трансформатор напряжения, у которого все части первичной обмотки, включая зажимы, изолированы от земли до уровня, соответствующего классу напряжения.
- Каскадный трансформатор напряжения — трансформатор напряжения, первичная обмотка которого разделена на несколько последовательно соединённых секций, передача мощности от которых к вторичным обмоткам осуществляется при помощи связующих и выравнивающих обмоток. Применяется в установках сверхвысокого напряжения (110кВ и выше).
- Ёмкостный трансформатор напряжения — трансформатор напряжения, содержащий ёмкостный делитель.
- Двухобмоточный трансформатор — трансформатор напряжения, имеющий одну вторичную обмотку напряжения.
- Трёхобмоточный трансформатор напряжения — трансформатор напряжения, имеющий две вторичные обмотки: основную и дополнительную. Большинство ТН являются трёхобмоточными.
- Оптико-электронный трансформатор напряжения — экспериментальный тип ТН; в отличие от обычного (электромагнитного) трансформатора напряжения, действует на ином физическом принципе. Предназначен для измерений в установках ультравысокого напряжения (750кВ и более), поскольку электромагнитные ТН для столь высоких напряжений получаются слишком громоздкими.

## Применение
При наличии нескольких вторичных обмоток в трехфазной системе основные соединяются «в звезду», образуя выходы фазных напряжений a, b, c и общую нулевую точку о, которая обязательно должна заземляться для предотвращения последствий пробоя изоляции со стороны первичной обмотки (на практике чаще всего заземляется фаза «b» обмотки НН трансформатора напряжения).
Дополнительные обмотки обычно соединяются по схеме «разомкнутый треугольник» с целью контроля напряжения нулевой последовательности. В нормальном режиме это напряжение находится в пределах 1-3 В за счет погрешности обмоток, резко возрастая при аварийных ситуациях в цепях высокого напряжения, что дает возможность простого подключения быстродействующих устройств релейной защиты и автоматики (для цепей с изолированной нейтралью — обычно на сигнал). Для регистрации земли в сети необходимо заземление нулевого вывода обмотки ВН трансформатора напряжения (для прохождения гармоник нулевой последовательности).
Особенности работы трансформаторов напряжения регламентируются главой 1.5 Правил устройства электроустановок. Так, нагрузка вторичных обмоток измерительных трансформаторов, к которым присоединяются счетчики, не должна превышать номинальных значений.
Сечение и длина проводов и кабелей в цепях напряжения расчетных счетчиков должны выбираться такими, чтобы потери напряжения в этих цепях составляли не более 0,25 % номинального напряжения при питании от трансформаторов напряжения класса точности 0,5 и не более 0,5 % при питании от трансформаторов напряжения класса точности 1,0. Для обеспечения этого требования допускается применение отдельных кабелей от трансформаторов напряжения до счетчиков.
Потери напряжения от трансформаторов напряжения до счетчиков технического учета должны составлять не более 1,5 % номинального напряжения.

## Особенности работы ТН в сетях с изолированной и заземлённой нейтралью
В сетях с заземлённой нейтралью при замыкании на землю напряжение повреждённой фазы около места замыкания уменьшается до нуля, вектор {\displaystyle 3U_{0}} получается сложением векторов фазных напряжений (сложение фазных векторов, расположенных 120° относительно друг от друга), и следовательно напряжение {\displaystyle 3U_{0}} возрастает до фазного напряжения.
В сетях с изолированной нейтралью при замыкании на землю все фазные напряжения (относительно нулевой точки) остаются без изменения, но относительно земли фазные напряжения увеличиваются до линейного, при этом трансформируясь во вторичную обмотку (при обязательном заземлении нулевой точки первичной обмотки ТН) они геометрически суммируются. При этом вектора этих напряжений расположены друг относительно друга на 60°, то {\displaystyle 3U_{0}={\sqrt {3}}U_{b}={\sqrt {3}}U_{c}}, где {\displaystyle U_{b}},{\displaystyle U_{c}} — напряжения неповреждённых фаз относительно земли.
Поскольку напряжения неповреждённых фаз относительно земли увеличились до {\displaystyle {\sqrt {3}}}, то {\displaystyle 3U_{0}=3U_{f}}, то есть {\displaystyle 3U_{0}} возрастает до утроенного значения фазного напряжения относительно нуля.
Исходя из вышеуказанных особенностей у ТН для работы в сетях с заземлённой нейтралью дополнительная обмотка выполняется на 100 В, а для сетей с изолированной нейтралью 100/3 В.

## Явление феррорезонанса
Трансформаторы напряжения в сетях с изолированной нейтралью могут входить в феррорезонанс с паразитными ёмкостями распределительных сетей (особенно это нежелательное явление характерно для кабельных сетей), что может приводить к их отказу. Для предотвращения порчи трансформаторов напряжения в результате феррорезонанса разработаны антирезонансные трансформаторы напряжения типа НАМИ(Т).

## Параметры трансформатора напряжения
На шильдике трансформатора напряжения указываются следующие параметры:
- Напряжение первичной обмотки.
- Напряжение основной вторичной обмотки: для однофазных ТН равно 100 В, для трёхфазных фазное напряжение вторичной обмотки 100/{\displaystyle {\sqrt {3}}} В.
- Напряжение дополнительной вторичной обмотки: для сетей с заземлённой нейтралью 100 В, для сетей с изолированной нейтралью 100/3 В.
- Номинальная мощность трансформатора, в ВА, в соответствии с классом точности.
- Максимальная мощность трансформатора, в ВА.
- Напряжение короткого замыкания, в процентах.

## Обозначения ТН
Отечественные трансформаторы напряжения имеют следующее буквенные обозначения:
- Н — трансформатор напряжения;
- Т — трёхфазный;
- О — однофазный;
- С — сухой;
- М — масляный;
- К — каскадный либо с коррекцией;
- А — антирезонансный;
- Ф — в фарфоровом корпусе;
- И — контроль Изоляции;
- Л — в литом корпусе из эпоксида;
- ДЕ — с ёмкостным делителем напряжения;
- З — с заземляемой первичной обмоткой.